# اولگا فاتیفا
اولگا فاتیفا (انگلیسی: Olga Fateeva؛ زادهٔ ۴ مهٔ ۱۹۸۴) یک بازیکن والیبال اهل روسیه است.